# Змеиногорск
Змеиногорск (на руски: Змеиногорск) е град в Русия, административен център на Змеиногорски район, Алтайски край. Населението на града към 1 януари 2018 година е 10 533 души.

## История
Селището е основано през 1736 година, през 1952 година получава статут на град.